# 근육층신경얼기
근육층신경얼기(myenteric plexus) 또는 근층간신경총(筋層間神經叢), 아우어바흐 신경얼기(Auerbach's plexus) 또는 아우어바흐 신경총은 창자의 두 근육층에 운동 신경으로 분포하는 신경얼기로, 신경절의 세포체는 부교감신경 성분에 포함되지만 교감신경계의 섬유도 신경얼기에 도달하므로 근육층신경얼기는 교감신경과 부교감신경 입력을 모두 가진다. 이와는 대조적으로 창자신경계의 다른 신경얼기인 점막밑신경얼기는 창자 내강 근처의 점막에 분비촉진 신경으로 분포한다.
제10뇌신경인 미주신경의 미주신경삼각의 세포에서 시작되는데, 미주신경삼각은 숨뇌에 위치하며 제4뇌실의 바닥 아래쪽에 약간 솟아 있는 부분으로 부교감신경 성분을 포함하는 신경핵이다. 신경 섬유는 앞미주신경과 뒤미주신경 모두에 의해 운반된다. 근육층신경얼기는 위장관계에 분포하는 주된 신경으로 위장관의 운동성을 조절한다.
전임상연구에 따르면 근육층신경얼기의 신경세포 중 30%가량이 창자의 감각신경세포로, 따라서 근육층신경얼기에는 감각 신경 성분도 포함되어 있다.
독일의 해부학자이자 신경병리학자였던 레오폴드 아우어바흐(Leopold Auerbach)가 처음으로 발견하였다.

## 구조
근육층신경얼기는 창자신경계의 일부로, 위장관계의 돌림근육층과 세로근육층 사이에 존재한다. 식도, 위, 창자의 근육에서 발견할 수 있다.
근육층신경얼기의 신경절은 중추신경계의 것들과 비슷한 특징들을 보인다. 공통된 특징에는 신경아교세포의 존재, 작은 세포외공간, 빽빽한 시냅스의 신경그물, 혈관으로부터 분리되어 있는 점, 다양한 시냅스 기전과 여러 가지 신경전달물질 등이 있다.
근육층신경얼기가 시작되는 지점은 뇌줄기 배쪽 부분에 신경세포가 모여 있는 부분이다. 미주신경은 위장관계로 향하면서 근육층신경얼기의 축삭을 운반한다.
근육층신경얼기에는 도기엘 세포가 포함되어 있다.

## 기능
근육층신경얼기는 창자신경계의 일부로서 기능한다. 창자신경계는 자율적으로 기능할 수 있지만, 정상적인 소화 기능을 수행하기 위해서는 창자신경계와 중추신경계 간의 협동이 필수적이다. 창자신경계는 감각 수용기, 일차 감각 신경, 연합 신경 세포, 운동 신경 세포를 포함하고 있다. 창자신경계에 의해 적어도 부분적으로라도 조절되는 것들로는 위장관의 운동 활동, 분비, 흡수, 혈액의 흐름, 쓸개나 췌장과 같은 다른 장기와의 상호작용 등이 있다. 이러한 조절은 중추신경계와 창자신경계를 연결하는, 혹은 중추신경계를 직접 위장관계와 연결하는 부교감신경과 교감신경 섬유가 연결되어 있어 가능하다. 이렇게 신경 섬유가 연결되어 있기 때문에 창자는 중추신경계에 감각 정보를 전달하고, 중추신경계가 위장관의 기능에 영향을 미칠 수 있다. 중추신경계와 연결이 되어 있다는 것은 소화계 바깥의 신호가 소화계로 영향을 미칠 수 있다는 것이기도 하다. 가령 맛있어 보이는 음식을 보면 위에서의 소화액 분비가 촉진된다.

## 임상적 중요성
히르슈슈프룽병(선천성 거대결장)은 잘록창자(결장)의 선천성 장애로, 결장 벽의 근육층신경얼기 신경 세포(신경절 세포)가 존재하지 않아 발생한다. 발달 중인 창자에 신경아세포가 꼬리쪽으로 이동하는 것에 실패하면서 점막밑신경얼기와 근육층신경얼기의 신경절 세포가 제대로 형성되지 않으면 창자 하부에 기능적인 폐쇄가 발생한다. 신경아세포가 이동하지 못한 지점에서 항문까지의 큰창자에는 신경절이 존재하지 않게 된다. 5000명당 1명 정도 발생하는 희귀 질환으로, 남성의 유병률이 여성의 4배가량 된다.
식도이완불능증은 근육층신경얼기의 신경절 세포 밀도가 감소하는 것이 특징적인 식도의 운동성 장애이다. 병변의 원인은 알려져 있지 않다.
크루스파동편모충 감염의 후유증인 샤가스병에 이차적으로 근육층신경얼기의 파괴가 일어난다는 것이 밝혀져 있다. 근육층신경얼기의 파괴는 식도, 창자, 수뇨관에서 발생한다. 이렇게 탈신경이 발생하면 억제 신경 세포가 소실되면서 아래식도조임근이 열리지 않아 이차성 식도이완불능증이 생기거나, 거대결장, 거대수뇨관 등이 발생할 수도 있다.